# Terror psicológico
Terror psicológico ou horror psicológico é um subgênero do terror, no qual o medo é gerado a partir da vulnerabilidade da mente humana a alguma situação ou sensação que causa um desconforto mental, tendo como foco representar estados mentais, emocionais e psicológicos para assustar, perturbar e/ou desestabilizar seu público. Se diferenciando do terror padrão, onde o medo normalmente é acompanhado do nojo ou da repulsa ao sangue e à violência
O subgênero frequentemente se sobrepõe ao suspense psicológico, e muitas vezes usa elementos de mistério e personagens com estados psicológicos instáveis, não confiáveis ou perturbados para aumentar o suspense, drama, ação e paranoia do cenário e da trama e fornecer uma atmosfera geral desagradável, inquietante ou angustiante.

## Características
O terror psicológico geralmente visa criar desconforto ou pavor expondo vulnerabilidades/medos psicológicos e emocionais comuns ou universais e revelando as partes mais escuras da psique humana que a maioria das pessoas pode reprimir ou negar. Essa ideia é referida na psicologia analítica como as características arquetípicas da sombra: suspeita, desconfiança, dúvida e paranoia dos outros, de si mesmos e do mundo.
O gênero às vezes procura desafiar ou confundir a compreensão da narrativa ou enredo do público, concentrando-se em personagens que não têm certeza ou duvidam de suas próprias percepções da realidade ou questionam sua própria sanidade. As percepções dos personagens de seus arredores ou situações podem de fato ser distorcidas ou sujeitas a delírios, manipulação externa ou gaslighting por outros personagens; distúrbios emocionais ou traumas; e até alucinações ou transtornos mentais. Em muitos casos, e de forma semelhante ao gênero de thriller psicológico, o terror psicológico pode empregar um narrador não confiável ou implicar que aspectos da história estão sendo percebidos de forma imprecisa por um protagonista, confundindo ou perturbando o público e criando um tom abrangente ameaçador ou perturbador. Em outros casos, o narrador ou protagonista pode ser confiável ou ostensivamente mentalmente estável, mas é colocado em uma situação envolvendo outro personagem ou personagens que estão psicologicamente, mentalmente ou emocionalmente perturbados. Assim, elementos de terror psicológico se concentram em conflitos mentais. Estes se tornam importantes à medida que os personagens enfrentam situações perversas, às vezes envolvendo o sobrenatural, imoralidade, assassinato e conspirações. Enquanto outras mídias de terror enfatizam situações fantásticas, como ataques de monstros, o terror psicológico tende a manter os monstros escondidos e a envolver situações mais fundamentadas no realismo artístico.
Plot twists são um dispositivo muito utilizado. Os personagens geralmente enfrentam batalhas internas com desejos subconscientes, como luxúria romântica e desejo de vingança mesquinha. Em contraste, a ficção gore e os filmes de monstros geralmente se concentram em um mal bizarro e alienígena com o qual o espectador comum não pode se relacionar facilmente. No entanto, às vezes, os subgêneros de terror psicológico e gore se sobrepõem, como no filme de terror francês Haute Tension.

## Literatura
Os romances O Golem escrito por Gustav Meyrink, O Silêncio dos Inocentes escrito por Thomas Harris, romances de Robert Bloch como Psicose e Gotico Americano, romances de Stephen King como Carrie, Misery e O Iluminado, e Ring de Koji Suzuki são alguns exemplos de terror psicológico. Sempre Vivemos no Castelo, de Shirley Jackson, é frequentemente visto como um dos melhores exemplos de terror psicológico na ficção.

## Cinema
Os filmes de terror psicológico geralmente diferem dos filmes de terror tradicionais, onde a fonte do medo é tipicamente algo material, como criaturas grotescas ou horríveis, monstros, assassinos em série ou alienígenas, bem como os gêneros de filmes gore e slasher, que deriva seus efeitos assustadores de sangue e violência gráfica, em que a tensão em filmes de terror psicológico é mais frequentemente construída através da atmosfera, sons misteriosos e exploração dos medos psicológicos do espectador e do personagem. Os filmes de terror psicológico às vezes assustam ou perturbam ao confiar na própria imaginação do espectador ou do personagem, ou na antecipação de uma ameaça, em vez de uma ameaça real ou uma fonte material de medo retratada na tela. No entanto, alguns filmes de terror psicológico podem, de fato, conter uma ameaça material ou aberta ou uma fonte física de medo, bem como cenas de sangue ou violência gráfica, mas ainda depender ou se concentrar principalmente na atmosfera e nos estados psicológicos, mentais e emocionais dos personagens e espectadores. Por exemplo, alguns filmes de terror psicológico podem retratar assassinos psicóticos e cenas de violência gráfica, mantendo uma atmosfera que se concentra no estado psicológico, mental ou emocional do vilão, do protagonista ou do público.
The Black Cat (1934) e Cat People (1942) foram citados como dois dos primeiros filmes de terror psicológico. Roman Polanski dirigiu dois filmes que são considerados terror psicológico por excelência: Repulsa ao Sexo (1965) e O Bebê de Rosemary (1968). O filme de Stanley Kubrick de 1980, O Iluminado, adaptado do já mencionado romance de Stephen King, é outro exemplo particularmente conhecido do gênero. O Silêncio dos Inocentes (1991) dirigido por Jonathan Demme, assim como o filme de animação Perfect Blue (1997) dirigido por Satoshi Kon, são exemplos notáveis de terror psicológico que incorporam elementos do gênero thriller. Filmes recentes do gênero incluem Cisne Negro (2010), Trabalhar Cansa (2011), O Babadook (2014), Corrente do Mal (2015), Corra! (2017), Hereditário (2018) e O Farol (2019).
O gênero do cinema italiano conhecido como giallo geralmente emprega elementos de terror psicológico. O subgênero também é importante nos países asiáticos, filmes de terror japoneses, comumente chamados de "J-horror", são geralmente de natureza psicológica. Exemplos notáveis são Ringu (1998) e a série Ju-On.

## Jogos eletrônicos

### Silent Hill
Silent Hill é uma franquia de jogos da Konami, é um ícone do terror psicológico (principalmente pela trilogia clássica) que foi lançado para a linha de videogames Playstation e que com o tempo ganhou games para outras plataformas. Uma das maiores contribuições para o terror psicológico apresentado em Silent Hill é a inversão de papéis no inconsciente humano. Muitos dos ambientes no jogo são ambientes de conforto (exemplos como igrejas, apartamentos e hospitais), que no jogo se transformam em ambientes assustadores e bizarros, elemento que somado à sons perturbadores e à presença de inimigos grotescos acabam deixando o jogador desnorteado ou desconfortável psicologicamente.

### Fatal Frame
Fatal Frame é um jogo de horror psicológico baseado em crenças japonesas, originalmente lançado para PlayStation 2 e ganhando  versões para Xbox e Nintendo Wii. A fórmula de Fatal Frame é estar um antagonista sozinho em ambientes imensos e iluminados aparentemente abandonados e infestados de fantasmas que só podem ser vistos com o uso de um olho especial.

### Final Doom
Final Doom é um jogo de computador e do console PlayStation 1, porém a versão do console se diferencia da versão do computador, com um ambiente mais sombrio e hostil e, trilha sonora diferente da original, mexendo com o psicológico do jogador. Também nesta versão acontecem coisas sobrenaturais no jogo.